# 平野世和
平野 世和（ひらの せわ、2003年1月9日 - ）は、日本の元卓球選手。山梨県中央市出身。

## 来歴
2021年に都内の大学に進学すると同時に上京し、それをきっかけに「新しいことをやってみたい」と事務所に応募。2022年4月に舞台デビューした。同年12月、自身のTwitterで「将来のことを考えた時に、これから芸能活動ではない違う目標に向かって勉強していきたいと思いました」と報告し芸能活動を終了した。

## 人物
- 「世和」という名前は、彼女が誕生した当時、間もなくイラク戦争に突入するという世界情勢であったことから"世界平和"を願い両親により名付けられた[2]。
- 趣味はドラマを見ること、料理、アイドル鑑賞。アイドルの中でも特に宮脇咲良のファンであることを公言している。
- 卓球一家に生まれ、2歳から高校まで卓球を続けていた。小学2年時に全日本選手権バンビの部で8強入りした他、山梨県立甲府西高等学校時代には全国高校総体、インターハイ、全日本卓球選手権ジュニア女子シングルスなどに出場した経験をもつ。平成30年度山梨県高校新人卓球大会個人戦では優勝した実績がある。
- 三姉妹の次女であり、姉に女子卓球選手の平野美宇、妹に平野亜子がいる。
- 卓球選手の村松雄斗はいとこにあたる。

## 出演

### 舞台
- 劇団空感演人プロデュース公演『Juliet』- 芹沢彩 役（2022年4月1日 - 4月10日、A-GARAGE）[3][注 1]
- 炎男～ファイヤーガイズ～公演 vol.11『オサエロ』- 坂下昭代 役（2022年9月14日 - 9月19日、両国・Air studio）[4]

### テレビ
芸能活動を開始する以前の幼少期に炎の体育会TVなどのバラエティ番組などに出演しており、ひみつの嵐ちゃん!では姉の美宇（当時小学2年生）と世和（当時幼稚園年長）で天才卓球姉妹としてダブルスを組み嵐のメンバーと卓球対決を繰り広げた。
また、TBS系列の情報7daysニュースキャスターでは平野家女子会として姉妹と母がたびたび取材を受けている。

### その他の活動
2022年8月よりライブ配信アプリPocochaにて配信活動を開始した。2022年12月、芸能活動終了に伴い配信活動も終了した。